# Predilpas
De Predilpas (Italiaans: Passo di Predil, Sloveens: Predel of Prelaz Predel) is een 1156 meter hoge bergpas, waarvan het hoogste punt sinds de Tweede Wereldoorlog de grens tussen Italië en Slovenië vormt. De pas verbindt Tarvisio met het Sočadal (Bovec-Tolmin). De wegverbinding dateert uit de oudheid en heeft steeds grote betekenis gehad als transportroute van Triëst en Gorizia naar Villach. Via deze route kon transport vanuit de zeehaven Triëst over vijandig (Venetiaans) gebied worden vermeden.
Aan de Predilpas verliep het Isonzofront in de Eerste Wereldoorlog. Verschillende versterkingen aan de pas dateren uit deze periode. Aan Italiaanse zijde ligt het plaatsje Cave del Predil (Sloveens: Rabelj), aan Sloveense zijde het dorpje Strmec na Predelu dat onderdeel is van de gemeente Bovec.
Tussen de dorpen Strmec na Predelu en Log pod Mangartom verloopt parallel aan de weg de rivier Koritnica, die uitmondt in de rivier de Soča.
Agnello · Aprica · Assietta · Baremone · Brenner · Brocon · Cadibona · Capannelle · Campolongo · Costalunga · Croce Dominii · Cuvignone · Duran · Esischie · Falzarego · Fauniera · Fedaia · Finestre · Forcola di Livigno · Foscagno · Gardena · Gavia · Giau · Giogo di Bala · Grote Sint-Bernhard · Jaufen · Joux · Kleine Sint-Bernhard · Lavaze · Leonessa · Lombarda · Maddalena · Manghen · Maniva · Mendel · Montgenèvre · Mont-Cenis · Monte Cristo · Mortirolo · Nigra · Nivolet · Penser Joch · Platigliolepas · Pfitscherjoch · Plöcken · Pordoi · Pratoriscio · Predil · Presolana · Reschen · Rolle · Sampeyre · San Carlo · San Marco · San Pellegrino · San Zeno · Scale · Sella · Sestriere · Sommeiller · Splügen · Staller Sattel · Staulanza · Stelvio · Tenda · Timmelsjoch · Tonale · Tre Croci · Tremalzo · Umbrail · Val Bighera · Valcavera · Valles · Valparola · Via del Sale · Vivione · Würz